# Novlene Williams-Mills

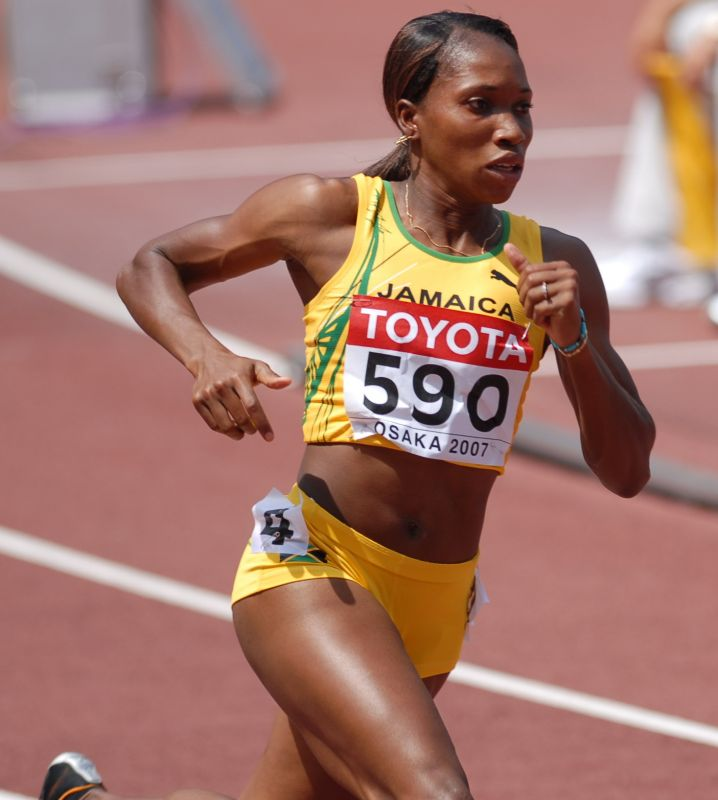
Novlene Williams.

Novlene Hilaire Williams-Mills (nacida el 26 de abril de 1982), nacidacomo  Novlene Hilaire Williams, es una atleta de pista y campo que compite internacionalmente por Jamaica. 
Ella ganó la medalla de bronce en los 400 metros en los Campeonatos del Mundo de 2007. 
Ella también es tres veces medallista de bronce olímpico en los 4 × 400 metros. Ganó en Londres en 2012.
Había una posibilidad de que Jamaica podría ser promovido a la medalla de plata en los Juegos de 2004, debido a la descalificación de Crystal Cox por dopaje. Sin embargo, en 2013, el COI anunció que el resto de la escuadra americana se le permitiría conservar sus medallas de oro.
En los Juegos Olímpicos de 2012, Williams-Mills ganó una medalla de plata en el relevo de 4x400 metros. También quedó en quinto lugar en la prueba individual de 400 metros. 
Williams-Mills se perdió la mayor parte de la temporada 2013 debido a un tratamiento contra el cáncer de mama.
Durante la temporada 2014, ella y otras tres mujeres jamaicanas ganaron una medalla de plata en el relevo de 4 × 400 m en los relevos mundiales de 2014 (2014 IAAF World Relays). 